# کارل-ارنفرید کارلبری
کارل-ارنفرید کارلبری (انگلیسی: Carl-Ehrenfried Carlberg; ۲۴ فوریهٔ ۱۸۸۹ – ۲۲ ژانویهٔ ۱۹۶۲) ژیمناست هنری اهل سوئد بود.